# Mont-sur-Marchienne
Mont-sur-Marchienne település a belgiumi Hainaut tartományban található Charleroi város része. A települést, amelynek területe 9,16 km² és lakossága kb. 11000 fő, 1977-ben vonták össze a közeli nagyvárossal.
A városka két részre oszlik, délen található a "Brun Chêne et des Haies" zöldterület, illetve a "La Sambre" elnevezésű rész északon.
A településen elvégzett régészeti feltárások eredményeként ismert, hogy már a mezolitikumban is laktak itt emberek. A középkor kezdetétől fogva a lobbesi apátság tulajdonában volt a terület, ami viszont a Liège-i Püspökség része volt.

## Kultúra
1987-től itt található Charleroi város fényképészeti múzeuma, a "Musée de la photographie", címe 11 de l'avenue Paul Pastur. A múzeum a régi karmelita kolostor épületében kapott helyet. Mons-sur-Marchienne a szülővárosa Alphonse Darville belga szobrásznak, aki 1910-ben született. Egészen 1990-ig a rue des Gonceries-en található studió-házban lakott, amely a modernista építészeti stílus egyik szép példája, Marcel Leborgne munkája.

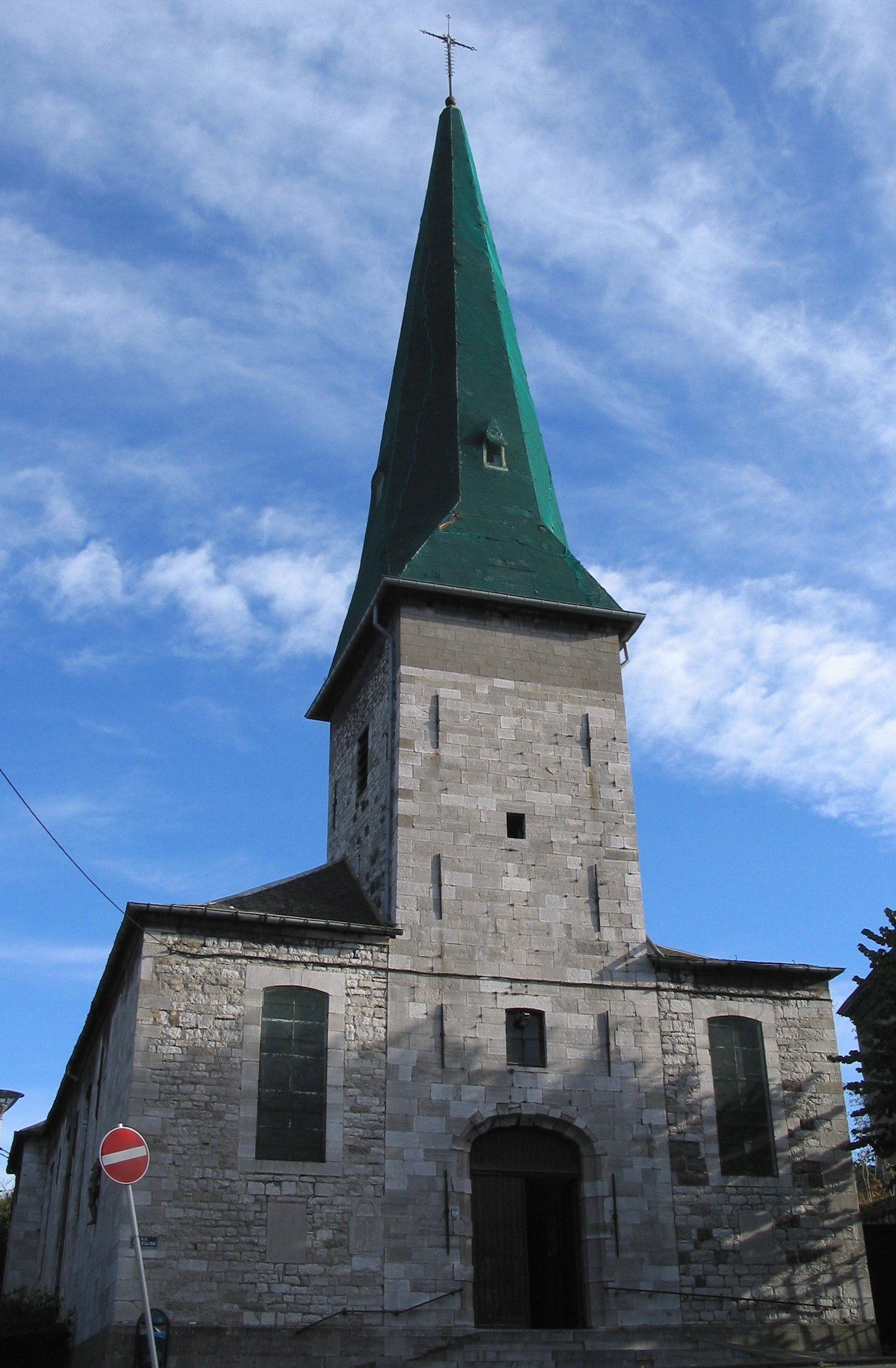
A Sacré-Cœur (Szent Szív) templom épülete